# عقربينات سوطية
العقربينات السوطية[بحاجة لمصدر] (الاسم العلمي: Thelyphonoidea) هي فوق فصيلة من العنكبوتيات تتبع رتيبة العقرباويات السوطية من رتبة العقربيات السوطية.

## فصائل
- عقارب سوطية

## أجناس
- العقرب السوطي